# Tadeusz Peiper
Tadeusz Peiper (ur. 3 maja 1891 w Podgórzu, zm. 10 listopada 1969 w Warszawie) – polski poeta, krytyk literacki, teoretyk poezji, eseista, założyciel i redaktor czasopisma „Zwrotnica”, autor powieści, dzienników, poematu (Na przykład z roku 1931), dramatu (Skoro go nie ma) i programu poetyckiego Awangardy Krakowskiej. Pochodził z żydowskiej rodziny, ale dość wcześnie przeszedł na katolicyzm.

## Życiorys
Był synem prawnika Abrahama Markusa i Sary. W 1921 r. w Krakowie założył czasopismo „Zwrotnica”, które ukazywało się w latach 1922–1923 oraz 1926–1927 i skupiało poetów Awangardy Krakowskiej (Julian Przyboś, Jan Brzękowski, Jalu Kurek). Program poetycki Peiper zawarł w szkicach: 1925 – Nowe usta, 1930 – Tędy. Wysiłek poety Peiper porównywał do trudu rzemieślnika, dlatego też wszystko w poezji powinno być zaplanowane, podobnie jak w produkcji. Określił symbole nowoczesności jako: miasto, masa, maszyna, a ich skrót „3×M” stał się hasłem Awangardy. Jego teoria poezji odrzucała melodyjność wiersza, sylabizm, dopuszczała wiersz wolny i tylko takie metafory, które mogą być jednoznacznie interpretowane. Peiper, podobnie jak futuryści, odchodził od tradycji poetyckiej, gdyż jego zdaniem sprostanie nowej rzeczywistości nie mogło nastąpić przy użyciu starych schematów. Bronił trudnego języka poezji, ponieważ poeta nie mógł nazywać stanów i emocji wprost, jak to czyni proza; popierał skrót myślowy i teksty bez „waty słów” z racji faktu, że poezja współczesna powinna odejść od swojego pierwowzoru, jakim była pieśń. W koncepcji poetyckiej Peipera widoczne były sprzeczności, dlatego też część poetów Awangardy Krakowskiej odeszła od jego poetyki.

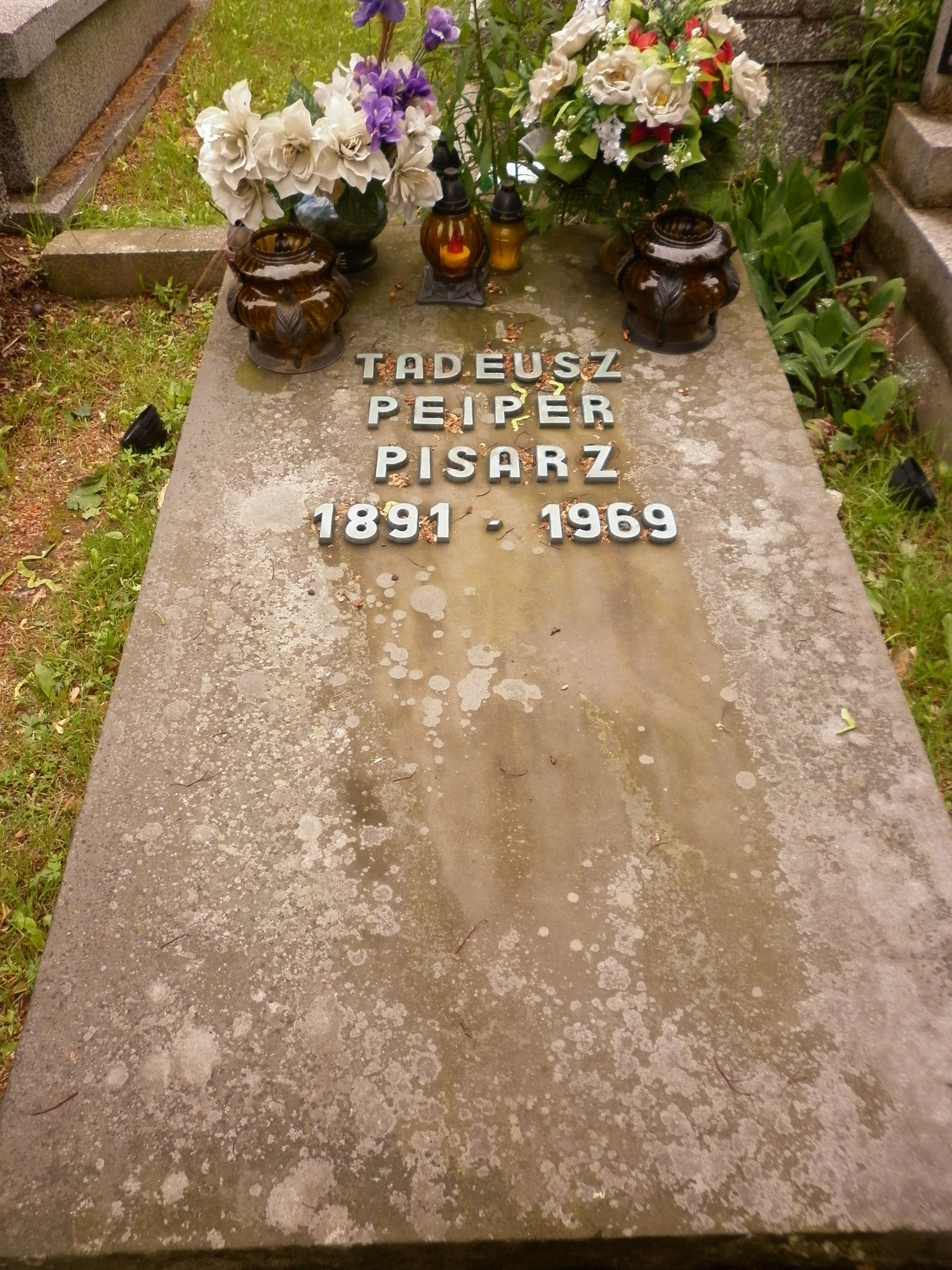
Grób Tadeusza Peipera na Powązkach Wojskowych

Po wybuchu II wojny światowej ewakuował się do Lwowa. Współpracował tam z Aleksandrem Watem. W 1940 r. aresztowany przez NKWD, wywieziony w głąb ZSRR. Uwolniony w 1943 r., był członkiem ZPP. Do kraju wrócił w 1944 r.
Przez ostatnie dekady życia pisał obszerny dziennik prywatny, publikowany dotąd jedynie we fragmentach, pod tytułem Księgi pamiętnikarza.
Zmarł 10 listopada 1969 roku, został pochowany na Cmentarzu Wojskowym na Powązkach (kwatera B38-3-19).

## Twórczość
Tomiki poetyckie
- 1924: A
- 1924: Żywe linie
- 1929: Raz

Edycja dzieł zebranych Wydawnictwa Literackiego
- 1972: Tędy. Nowe usta
- 1974: O wszystkim i jeszcze o czymś. Artykuły, eseje, wywiady (1918–1939)
- 1977: Powieści: Ma lat 22. Krzysztof Kolumb odkrywca
- 1979: Poematy i utwory teatralne
- 1991: Pierwsze trzy miesiące
- 2000: Wśród ludzi na scenach i na ekranie (2 woluminy)
- 2004: Gabriela Zapolska jako aktorka

Fragmenty Ksiąg pamiętnikarza
- Zapiski z listopada 1960, „Pole” nr 3/2023[5]

W 1956 roku wydano, napisany przez Peipera, przekład sztuki teatralnej Pies ogrodnika (1615), której autorem był hiszpański pisarz, Lope de Vega.
Ponadto w 1979 wydano jego Pisma wybrane w serii Biblioteka Narodowa w opracowaniu Stanisława Jaworskiego.